# Восстание Кенесары Касымова
Восстание Кенесары Касымова (каз. Кенесары  көтерілісі) — восстание казахов под руководством Кенесары Касымова против Российской империи. Восстание длилось 10 лет, с 1837 до 1847 года. Согласно казахстанской историографии, движение Кенесары было национально-освободительной вооружённой борьбой казахского народа против колониальной политики Российской империи.

## Предыстория
На протяжении XVIII века влияние России в казахских жузах возрастало. В 1731 году хан Младшего жуза Абулхайр признал протекторат Российской империи. В 1740 году хан Среднего жуза Абылай также перешёл в подданство России. Все последующие ханы назначались российским правительством. На протяжении XVIII ― первой половины XIX века линии русских укреплений постепенно выносились всё глубже в степь. Для контроля над краем были построены: Оренбург, Петропавловск, Акмолинск, Семипалатинск и другие укрепления.
В 1822 году император Александр I подписал указ о введении разработанного М. М. Сперанским «Устава о сибирских киргизах», которым ликвидировалась ханская власть в казахских жузах.
В компетенцию окружных приказов также передавались права на сбор ясака (пошлины) с торговых караванов. Зачастую приказы волостей в Младшем жузе нарушали маршруты кочевания казахских родов, что также вызывало недовольство кочевников.
Политические взгляды Касымова формировались в 1-й четверти XIX века, когда Россия всё более проникала в глубь казахских степей. Во главе мятежных воинов встали активные представители казахской знати. Именно в этот период в ходе мятежа Кенесары выдвинулся в политические лидеры. В эти годы он принимал активное участие в движении, возглавляемом его братом Саржаном.

## Восстание и боевые действия
Кенесары уже со второй половины 1820-х годов вместе со своим отцом Касымом и братом Саржаном активно противодействовал новому российскому административному управлению в учрежденных в 1824 году Кокчетавском и Каркаралинском приказах. После смерти Саржана, убитого в 1836 году в Ташкенте, Кенесары продолжал действия на территории Среднего жуза.

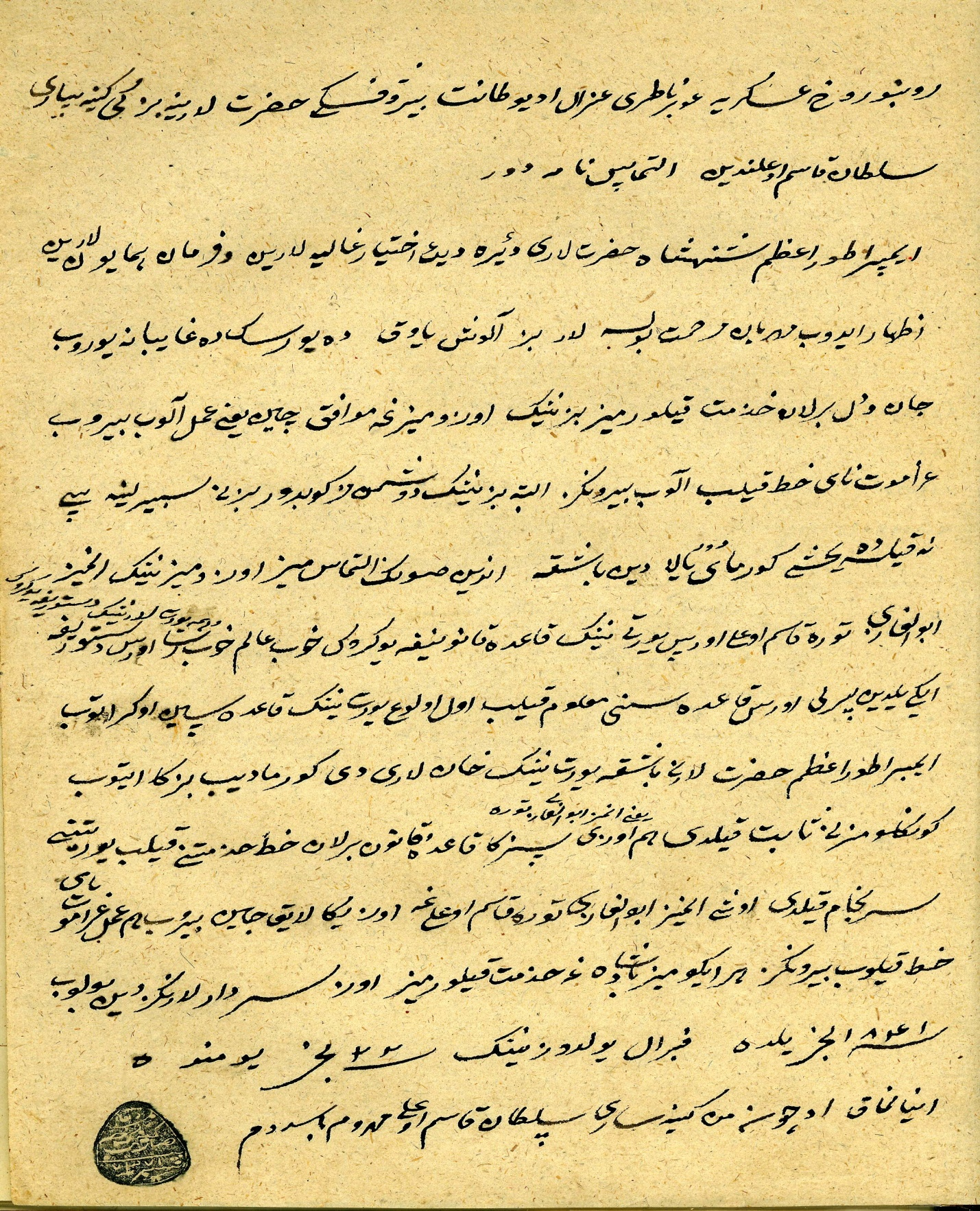
Письмо Кенесары Касымова Оренбургскому военному губернатору. 22 февраля 1841 г.

В борьбе против России Кенесары выступал сначала как продолжатель политической линии своего отца Касыма и брата Саржана, убитых ташкентским наместником. После убийства Саржана (1836) и Касыма (1840) союз с кокандцами для Кенесары стал невозможным. Он искал других союзников в лице бухарского хана, киргизов и др. В основе действий Кенесары против Российской империи было стремление сохранить власть, остановить её продвижение в глубь степи, разрушить построенные на казахской земле русские крепости и остановить возведение новых. Прежде, продолжая дело своего отца, Кенесары пытался решить проблемы, возникшие между Казахским ханством и Россией, дипломатическим путём. Сохранилось несколько писем Кенесары российским властям — императору Николаю I, Оренбургским генерал-губернаторам В. А. Перовскому и В. А. Обручеву, Сибирскому генерал-губернатору П. Д. Горчакову. Понимая военное и численное превосходство русских войск, Кенесары тщательно готовился к военным действиям. Его военные отряды постоянно проходили боевую подготовку, были привлечены беглые русские и иностранные мастера оружейного дела.

### Начало восстания
Исчерпав мирные средства решения казахско-русских противоречий, Кенесары начал военные действия, которые охватили большую часть казахских земель и родов. В мятеже, кроме родов Среднего жуза, приняли участие роды Младшего жуза — шекты, тама, табын, алшын, шомекей, жаппас и др., роды Старшего жуза — шапырашты, уйсуны, дулаты и др. В военных битвах казахов против регулярных российских войск вместе с Кенесары самоотверженно сражались такие известные батыры, как Агыбай, Иман, Басыгара, Ангал, Иман Дулатулы, Жанайдар, Жеке, Саурык, Сураншы, Байсеит, Жоламан Тиленшиулы, Бугыбай, Бухарбай и др.

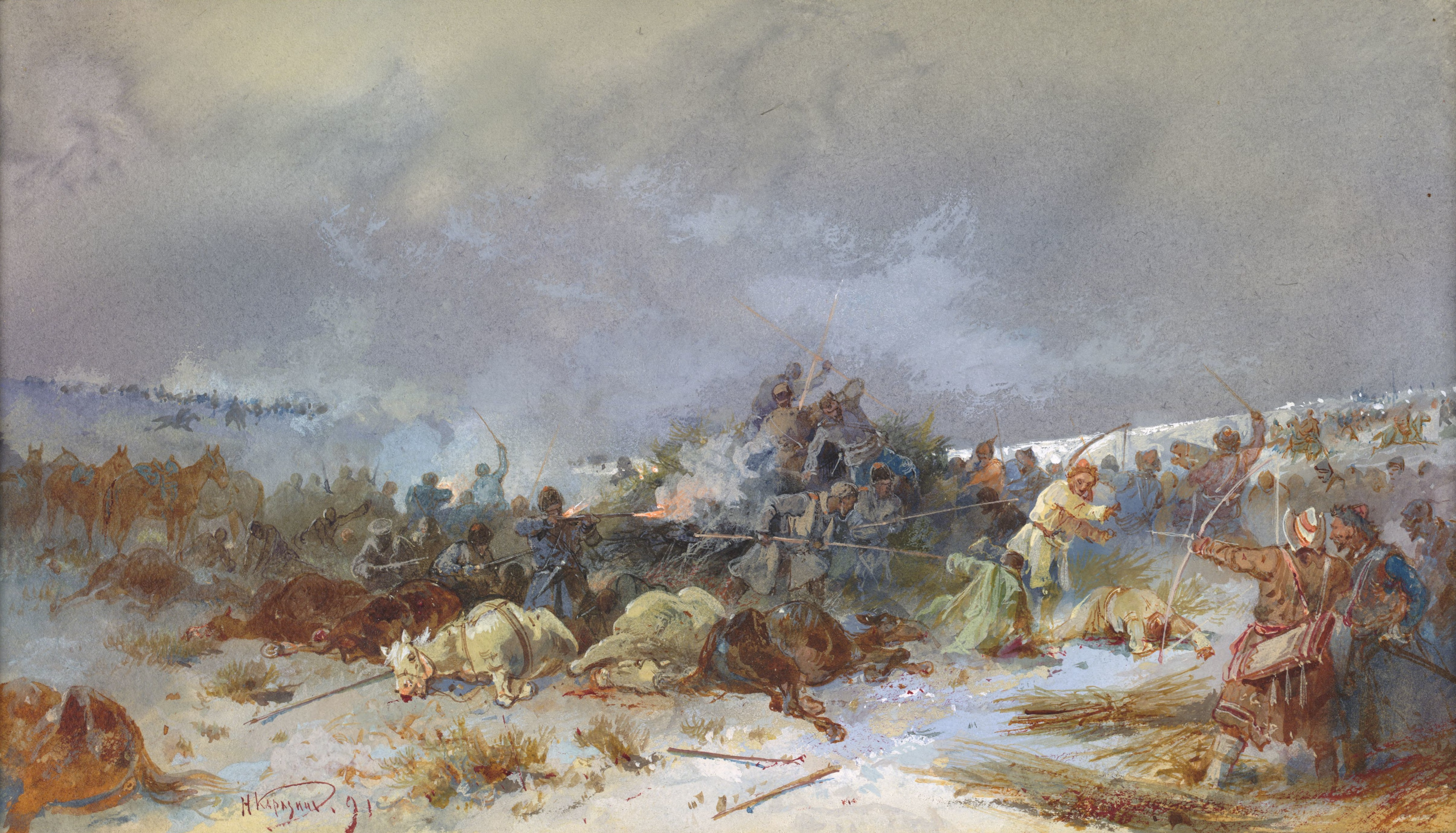
Бой казаков хорунжего Рытова против Кенесары 1837 год. Каразин Н. Н.

Широкую известность в Степи Кенесары получил в 1837 году, когда его отряду удалось успешно провести операцию по захвату каравана, шедшего из Петропавловска в Ташкент в сопровождении конвоя из 55 казаков во главе с хорунжим Алексеем Рытовым. Небольшой отряд казаков под командованием Рытова попал в окружение восставших и был разгромлен. В кровопролитном сражении казаки убили 50 нападавших, захватили одно знамя, 33 пики, 9 ружей, 5 сабель и 10 ятаганов, потеряв при этом 27 человек убитыми. По русским донесениям было убито до 350 мятежников. Опасения новых набегов вынудили русских привести пограничные линии в боевую готовность. Дестабилизация обстановки в Казахстане заставило П. Д. Горчакова принимать соответствующие меры, стремясь координировать свои действия с оренбургским генерал-губернатором В. А. Перовским. Это было необходимо, так как Кенесары Касымов от преследовавших его сибирских отрядов уходил на территорию казахов Оренбургского ведомства.
Активные военные действия Кенесары начал весной 1838 года осадой Акмолинской крепости. Затем восставшие переместились в район Тургая, где к ним присоединилась армия батыра Жоламана Тленшиулы. 20 дней спустя после нападения на Акмолинскую крепость, Кенесары совершил рейд на Актауское укрепление.
Серьезную опасность действия Кенесары представляли для торговли России со среднеазиатскими государствами. В связи с этим предпринимались меры по охране купеческих караванов отрядами казаков. Летом 1838 года по распоряжению П. Д. Горчакова из приказов посылались партии казаков по 50 чел. в места наиболее вероятного появления Кенесары, между Кокчетавским, Уч-Булакским, Акмолинскими приказами были усилены пикеты и разъезды. Несмотря на это, караваны постоянно подвергались нападениям и жестоко грабились. Для преследования сторонников Кенесары и возвращения на места пребывания откочевавших аулов в июне 1838 года на реке Мокур-Тургай был отправлен отряд войскового старшины Карбышева и из Акмолы отряды полковника Щербачева и войскового старшины Симонова, хотя Щербачев вынужден был повернуть на Актау. Отряд Симонова же в ходе экспедиции вёл боевые действия с Кенесары, но понеся большие потери, вынужден был отступить.

### Конфликты с Кокандским ханством
Одновременно с борьбой против русских войск, Кенесары вёл боевые действия против Кокандского ханства. В 1841—1846 гг. восставшие шли походами на Коканд и осаживали кокандские крепости Созак, Жана-Курган, Ак-Мечеть, Жулек. Одержанные победы над кокандцами способствовали расширению армии Кенесары.

### Боевые действия в степи
Зимой 1843―1844 годов сибирские казаки совершили крупный поход против Кенесары, после того как стало известно местоположение его ставки у слияния рек Кара-Кенгир и Сары-Кенгир. 27 февраля 1844 года русский отряд под командованием есаула Рыбина напал на ставку Кенесары и разгромил поселения казахов. В плен была захвачена жена Кенесары Кунимжан, а также его личные вещи, но самого хана в поселении не было. На обратном пути отряд был окружён казахами, но прорвался без боя.
Кенесары не вступал в бой с крупными русскими отрядами, маневрируя по степи и изматывая русских. В июле 1843 года русский отряд из 1900 человек под командованием войскового старшины Лебедева настиг Кенесары у реки Иргиз, но казахский хан ушёл от сражения. В августе 1843 года против Кенесары из крепости Сахарная выступил отряд из 5 000 человек под общим командованием полковника Бизянова, вместе с ага-султанами. Другие отряды, сформированные в Западно-Сибирском генерал-губернаторстве, выступили из Омска, Петропавловска и Каркаралинска. Русским отрядам удалось нанести поражение небольшому отряду Наурызбая, однако обнаружить Кенесары не получилось. В 1844 году против Кенесары действовала экспедиция генерала Жемчужникова. Со стороны Оренбургского губернаторства был сформирован отряд из преданных русскому правительству казахов, со стороны Сибирского генерал-губернаторства были сформированы 2 отряда: один, под командой есаула Лебедева в составе 250 человек при двух орудиях, а другой, под командой сотника Фалилеева, в составе 150 казаков. Однако русские отряды не смогли соединиться вовремя и отряду Лебедева пришлось возвращаться в Орск. Кенесары удалось нанести поражение отряду казахов Ахмета Джантюрина. Остатки отряда соединились с отрядом генерала Жемчужникова. 22 августа 1844 года русские отряды достигли Мугоджарских гор, однако Кенесары ушёл из окружения. Ничего не добившись русские отряды вернулись на Сибирскую линию.
Бесполезность военных экспедиций вынудила российскую власть перейти к тактике закрепления территорий путём строительства городов и соединения Сибирской и Оренбургской линий. Для этих целей были построены: Атбасарское (ныне Атбасар — 1845), Новопетровское (ныне Форт-Шевченко — 1846), Уральское (ныне Иргиз — 1846), Оренбургское (ныне Тургай — 1846), Раимское (1847) и Капальское (1847) укрепления.Урядник Андрей Иванов был захвачен в плен

### Конец восстания
В 1846 году Кенесары-хан под давлением русских был вынужден покинуть территорию Среднего жуза. В этот период Кенесары направил основной удар против Кокандского ханства.  Русское правительство направило против Кенесары генерала Вишневского.
Вместе с казахскими ага-султанами Вишневский настиг Кенесары у озера Балхаш и блокировал ханские отряды на полуострове Камал. Однако казахский хан с боем прорвал блокаду и откочевал в центральные районы Старшего жуза. Продвижение русских укреплений вынуждало Кенесары откочёвывать всё южнее. На совете Кенесары принял решений покинуть районы Тургая и Иргиза, откочевав в земли Старшего Жуза, где продолжил борьбу против Кокандского ханства.

## Политика Кенесары
В сентябре 1841 года на курултае в районе реки Торгай представители трёх казахских жузов избрали Кенесары ханом, провозгласив возрождение единого Казахского ханства. Согласно всем правилам ритуала, Кенесары был посажен и поднят на белой кошме. В 1842—1843 бухарский эмир Насрулла-хан также признал Кенесары ханом казахов.

### Состав поддерживающих
Среди сторонников Кенесары были:
- Более 80 султанов, биев и старшин
- Его младший брат Наурызбай и сестра Бопай как верные сподвижники
- Батыр Иман (дед Амангельды)

### Противники избрания
Некоторые влиятельные личности выступали против:
- Сторонники султана Суюка (сына Абылая)
- Кунанбай Ускенбаев
- Барак Байулы

В период, когда восставшие отошли от русских границ, положение в степи несколько стабилизировалось. Стремясь улучшить экономическое положение ханства, Кенесары строго запретил препятствия и набеги на торговые караваны, приносившие неплохие налоги.
При правлении хана Кенесары восстанавливается суд биев, разбиравший дела по нормам обычного права казахов. В налоговой политике так же восстанавливались нормы мусульманского права: для скотоводческих районов сохранился зякет (обязательный годовой налог — один из пяти столпов ислама), для земледельческих — ушур (налог, взимавшийся с оседлого населения).
В результате в России часть из ответственных за взаимоотношения с Азией чиновников, в частности оренбургский генерал-губернатор Перовский, стали склоняться к ведению переговоров и организации полуавтономного образования по примеру Букеевской Орды. Ответ Николая I в 1843 году на эти проекты — «двум монархам в одном царстве не бывать», и вооружённые столкновения продолжились. Кроме казаков и регулярных войск, в походе против Кенесары приняли участие верные правительству султаны.
Пассивность и порой заигрывание с Кенесары оренбургской администрации нередко сводили все усилия «сибиряков» на нет. В ханском правлении Кенесары придерживался жестоких методов, проводя репрессии против своих противников.
Жёсткая внутренняя политика хана Кенесары вызывала возмущение у отдельных родов. В 1844 году, несколько аулов рода Жаппас вступили в вооруженный конфликт с султаном Наурызбаем (братом Кенесары), прибывшим с отрядом жасаулов для сбора зякета. Кенесары проводил политику своего деда Аблая, полагавшего, что только жестокость может сделать ханскую власть прочной. Свою власть он поддерживал путём жесткой дисциплины, порой граничащей с террором. На захваченных землях Кенесары утверждал династический режим.
В конце 1846 года, вытесненный царскими войсками и военными формированиями лояльных России казахских султанов с территории Младшего и Среднего жузов, он занял труднодоступный полуостров в устье реки Или, откуда совершал набеги на киргизские земли. Сильно ослабило в Семиречье позиции Кенесары принятие в 1846 году казахами Среднего жуза российского подданства.

## Поражение восстания

### Переход казахов на сторону Российской империи
Однако, если казахские султаны на первом этапе восстания (1837—1838) преимущественно выступали сообща с восставшими, то на последующих, решающих этапах борьбы, многие из них стали изменять движению. Так, например, в 1846 году казахи Старшего жуза, во главе со своими султанами и биями, принесли присягу на верность российскому самодержцу. Через год в урочище Копалы была сооружена русская крепость.
В конце 1846 года вытесненный русскими царскими войсками и военными формированиями казахских султанов с территории Младшего и Среднего жузов, он занял труднодоступный полуостров в устье реки Или, откуда совершал набеги на киргизские земли. Лишённый сколько-нибудь значительной социальной опоры внутри Среднего Жуза, Кенесары в 1847 году покинул его пределы, рассчитывая улучшить своё положение завоевательными походами к киргизам, которые вызвали отпор киргизов.
В 1846 году Кенесары-хан ввиду основания укреплений правительством Российской империи на территории Среднего жуза, вынужден был покинуть Средний жуз. В этот период Кенесары направил основной удар против Кокандского ханства. Среди казахов северных районов Старшего жуза также началось восстание. Русское правительство направило против Кенесары генерала Вишневского. Вместе с казахскими ага-султанами Вишневский настиг Кенесары у озера Балхаш и блокировал его отряды на полуострове Камал. После прорыва блокады казахский хан откочевал в центральные районы Старшего жуза. Однако киргизские манапы, стремились принять подданство России, чтобы избавиться от кокандского гнёта. Султаны Старшего жуза присягнули на верность России.
Султаны Старшего жуза в свою очередь дали следующее письменное заверение о своей преданности Российской империи и о готовности вести совместную борьбу с Кенесары:
Мы положили с непоколебимой твердостию мятежного султана Кенесару Касымова и его приверженцев, считать врагом нашим, не иметь с ним никаких сношений, и чтоб как он, Кенесара, так и его приверженцы не находились на занимаемых нами местах; если же теперь, а равно и по удалении его от нас заметим или услышим о враждебном его предприятии против киргиз Средней орды, а особенно близлежащих округов, то обязуемся тотчас извещать их для предупреждения злодейских покушений мятежника.Подлинное подписали: 11 султанов, 27 биев и 1 мулла.

### Вторжение в киргизские земли
Кенесары-хан перенаправился через реку Или, пошёл на правый берег реки Чу и занял, рядом с киргизами, урочища Жиренайгыр, Курты, Ыйгайты, Каргалы и Узунагач. Цель передвижения и сношений Кенесары была следующая: подчинить себе киргизов и Старший жуз, жить в мире с Российской империей и Китаем. Но манапы киргизов, посоветовавшись между собой, отказали в подчинении.
Между тем Кенесары требовал от киргизов «соблюсти обряды покорности», то есть, признать его власть. Не удержался он и от прямых угроз по адресу тех, кто не признал его власти. Киргизские манапы, прочитав письмо Кенесары, собрали киргизов и на общем совещании приняли решение не подчиняться Кенесары-хану. Получив это известие, Кенесары созвал всех датка, биев и батыров Старшего жуза и объявил им решение киргизов, спрашивая совета. Передовые люди Старшего жуза сказали: «Соберём ополчение от всех казахов и очистим совершенно эти места от киргизов».
В 1847 году Кенесары вторгся в  киргизкие пределы. Его репрессии обрушились на киргизский народ. Им сжигались целые аулы, не щадил ни женщин, ни детей. В ходе столкновений войсками Ормон-хана был разбит «первый Кенесаринский отряд» в 5 тысяч человек под командованием Худайменды-султана. А между тем, большинство войска Кенесары-хана разошлось по своим аулам. На холме с ним остались почти все военачальники, пятьсот ружей и одна пушка.
В апреле 1847 года киргизы под командованием Ормон-хана разгромили войско Кенесары в битве при Майтобе, после чего Ормон-хан, организовав преследование разбитых казахов, перебил остатки казахского войска в районах местности Мыкан. В плен к войску Ормона попали около 32 султанов, в том числе и сам Кенесары, после нескольких месяцев плена Кенесары и его султаны были казнены.
В ту ночь, перед решающим сражением, в темноте, часть войска Кенесары-хана дезертировала; узнав об этом, и остальное войско разбежалось. Ночь была до того темна, что не видели друг друга и невозможно было остановить кого-либо. Голову хана генерал-губернатору князю Горчакову доставил киргизский манап Калигулы Алибеков. Далее следы головы хана Кенесары теряются.

### После казни Кенесары
22 августа (3 сентября) 1847 года, сразу же после смерти Кенесары, в крепости Копалы собрались северокиргизские манапы и казахские султаны и бии Старшего жуза. Они подписали мирный договор о дружбе, в котором обязались жить дружно и в спокойствии, прекратить грабёж, баранту, смертоубийства.